# SS Monterey
El SS Monterey fue un transatlántico de lujo botado el 10 de octubre de 1931. El buque fue terminado en abril de 1932 y aparece en los registros como un buque de 1932 El Monterey fue el tercero de los cuatro buques de la "Flota Blanca" de Matson Lines, que fueron diseñados por William Francis Gibbs e incluían también el SS Malolo, el SS Mariposa y el SS Lurline. El Monterey era idéntico al Mariposa y muy similar al Lurline. Durante la Segunda Guerra Mundial el Monterey fue utilizado como buque de tropas operado por Matson como agentes de la War Shipping Administration (WSA). El Monterey era capaz de navegar de forma independiente y fue destinado a atender las necesidades de transporte de tropas del Ejército. El buque se vio involucrado en un ataque a un convoy cerca del Cabo Bougaroun.[cita requerida]

## Hundimiento

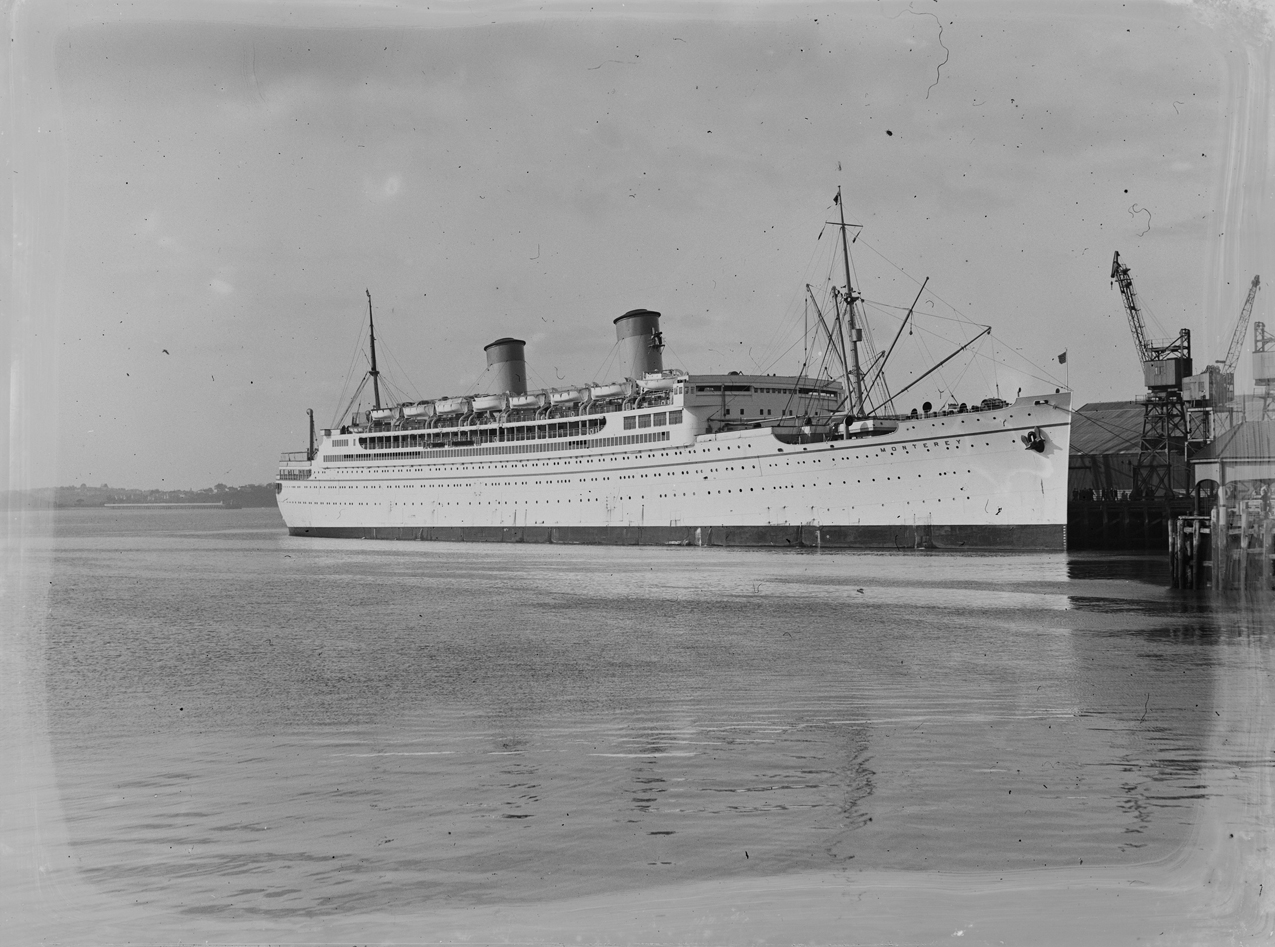
El Monterey en fecha desconocida.

Tras haber finalizado su periodo de servicio efectivo como crucero sus últimos propietarios pretendían recuperar la inversión vendiendo el barco a un desguace, pero la caída de los precios del acero les impidió hacerlo durante más de un año. 
El 3 de julio de 2000, el Belofin-1 fue remolcado por el remolcador ucraniano Iribis fuera de la bahía de Tampa con el antiguo transbordador MV Bluenose de CN Marine amarrado a su costado de babor. Los buques iban a desguazar barcos en la India, pero el Bluenose acabó yendo a México. 
Al parecer, el Belofin-1 empezó a hacer agua y a escorar durante el viaje, pero no había nadie a bordo para corregir la escora. La tripulación del remolcador lo liberó y el Belofin-1 volcó y se hundió debido a una inundación progresiva, a unas 50 millas náuticas (93 km) al sur de Ciudad del Cabo, Sudáfrica, el 21 de octubre de 2000.